# Sai Kung
Sai Kung (en chino: 西贡区, pinyin: Xigòng qū, en inglés: Sai Kung District) es uno de los 18 distritos de la ciudad de Hong Kong, República Popular China. Su área es de 137 kilómetros cuadrados (el segundo más grande de la ciudad) y su población es de 436 000 (una de las más jóvenes).
Se compone de la península Sai Kung más una franja del este de Kowloon y más de setenta islas de diferentes tamaños como la isla Kau Sai Chau.

## Islas
- Kau Sai Chau